# Lednik (jezioro)
Lednik – jezioro przepływowe, polodowcowe w woj. pomorskim, w pow. bytowskim, w gminie Miastko, leżące w granicach Miastka na północnym zachodzie od centrum miasta. Wschodnia, zachodnia oraz północna linia brzegowa jeziora jest zalesiona. Powierzchnia akwenu wynosi 10,3 ha.
Stanowi główne kąpielisko miejskie będące pod nadzorem ratowników WOPR. Wzdłuż północnego i wschodniego brzegu jeziora biegnie linia kolejowa Piła Główna-Ustka. Na akwenie odbywają się turnieje i zawody rybackie Polskiego Związku Wędkarskiego, a także szkolenia i egzaminy ratowników WOPR.
Do 1945 r. niemiecką nazwą jeziora było Loddersee. Jako oboczna nazwa polska funkcjonuje również Lednica.